# 汤姆·洛根
汤姆·洛根（英語：Tom Logan，1927年4月21日—2011年12月24日），新西兰男子水球运动员。他曾代表新西兰国家队参加1950年大英帝国运动会水球比赛，获得一枚银牌。